# 内田ナナ
内田 ナナ（うちだ なな 、1978年10月1日 - ）は、イデア所属のファッションモデル。

## 略歴
1998年、エリートモデルルックで準グランプリに輝き、モデルデビューする。「CUTiE」、『SEDA』などのレギュラーモデルとして活躍後、「装苑」、「FIGARO」、「Oggi」、「GLAMOROUS」など数々のファッション誌に出演する。現在は「Domani」、「GINGER」、「美人百花」で活動中である
。2008年、カネボウ化粧品『ブランシール スペリア』のCMに出演した。

## 出演

### CM
- カネボウ化粧品『ブランシール スペリア』（2008年-）
- 花王『エッセンシャル』
- 花王『ラビナス』

### 雑誌（モデル）
- Domani（小学館）
- Marisol（集英社）
- GINGER（幻冬舎）
- 美人百花（角川春樹事務所）
- MISS (雑誌)｜MISS（世界文化社）
- Oggi（小学館）
- Style（講談社）
- VoCE（講談社）
- LUCi（扶桑社）
- BOAO（マガジンハウス）
- sweet（宝島社）
- GLAMOROUS（講談社）
- Colorful（ぴあ）
- FRaU（講談社）
- ar（主婦と生活社）
- ef（主婦の友社）
- 装苑（文化出版局）
- BAILA（集英社）
- RUNA（扶桑社）
- PREPPY 表紙
- Cara（ディノス）